# Cueva de Bacinete

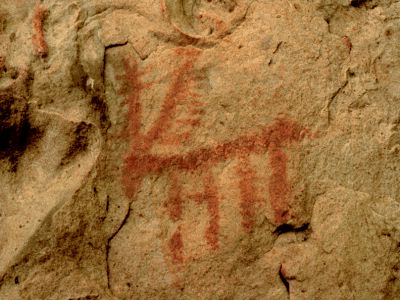
Höhlenmalerei

Die Cueva de Bacinete (deutsch Höhle von Bacinete) ist eine Höhle auf dem Gemeindegebiet von Los Barrios, einer spanischen Stadt in der Provinz Cádiz der Autonomen Region Andalusien. Die prähistorische Höhle ist seit 1985 als Bien de Interés Cultural geschützt.
Die Höhle im Naturpark Los Alcornocales besitzt besonders qualitätsvolle Höhlenmalereien  der Südandalusischen Kunst aus der späten Bronzezeit, mit der Darstellung von Tieren und Waffenträgern.